# Réserve naturelle de Tretjernhøla
La réserve naturelle de Tretjernhøla  est une réserve naturelle norvégienne  qui est située dans la municipalité de Lørenskog, dans la zone forestière d'Østmarka, dans le comté d'Akershus.

## Description
La réserve naturelle de 0,33 km2 se compose d'une surface partiellement couverte de tourbières et d'une pente plus raide à l'est entre les lacs Drettvannet et Skålsjøen dans la municipalité de Lørenskog.
La zone est intacte et est dominée par divers types de forêts de sapins, y compris la forêt de grands sapins de type nature classée rouge. La zone a un grand potentiel pour les espèces rares liées au bois mort, entre autres une espèce de Amylocystis lapponica en danger critique d'extinction.
Le but de la réserve naturelle est, entre autres, de protéger une zone d'une valeur particulière pour la diversité naturelle.